# ISSN
ISSN（International Standard Serial Number、国際標準逐次刊行物番号） は、逐次刊行物を識別するための番号で、1971年に国際標準化機構のISO 3297として規格が策定され、ISSNネットワーク（旧称：国際逐次刊行物データシステム（ISDS））が管理している。翻訳規格として日本工業規格（JIS X 0306:2012)になっている。また、RFC 3044 で、URN名前空間として定義されている。日本の場合、国立国会図書館がISSN日本センターとしてISSNの登録・管理を行っている。ISSNの付与は出版者の申請で行う。
日本では、逐次刊行物の流通に「雑誌コード」を使いISSNを用いないことがある。

## 概要
ISSNは、逐次刊行資料のタイトルに対する固有番号であり、改題やメディア変更に伴ってISSNも変更される。

### ISSNの構成
ISSNは8桁の数字で表され、通常4桁-4桁に分けて表記される。上位4桁が国ごとに割り当てられ、その次の3桁が追い番で付与される。最後の1文字はチェック用であり、重みとして8から2までを用いるモジュラス11で計算される。このため数字のほかXになることがある。またISBNあるいは地域的管理番号など他のコードと同時に使用されることから、記録や印刷表示では必ず冒頭に「ISSN」という記号を表記し、半角スペースの後に半角ハイフンで4桁ずつ2組の数字を続ける規約である。ISBNと異なり、番号に国などの情報は含まれていない。
学術雑誌の例を挙げると、『Nature』はISSN 0028-0836またはISSN 0302-2889、『Science』はISSN 0036-8075、『Cell』はISSN 0092-8674である。

### Linking ISSN
ISSNネットワークは継続資料の検索や関連付けに用いるLinking ISSN（略称 ISSN-L）を指定している。たとえば原資料と継続資料の媒体が異なると異なるISSNが付与されるため、それらを結びつけるためにLinking ISSNを定めるもので、原資料もしくは継続資料に与えた番号のどちらかを選び指定する。

### Electronic ISSN
逐次刊行物の電子媒体版にはElectronic ISSN（略称eISSNまたはe-ISSN）が割り当てられている。

## 参考資料
- National Serials Data Program (1977). ISSN--key title register. Library of Congress. ISBN 0844401862. NCID BA61736765
- 鈴木恭子「国際標準逐次刊行物番号 (ISSN)」『情報と科学の技術』第38巻第9号、1988年、497-499頁。
- 加藤徹「ごぞんじですか? PART 2 ISSN」『専門図書館』第158号、専門図書館協議会、1996年、60-61頁、ISSN 0385-0188、NCID AN0035647X。
- 吉間仁子、吉本どんど[画]「ことばの泉 知る知る見知る ISSN」『情報管理』第43巻第10号、科学技術振興事業団科学技術情報事業本部、2001年1月、944-945頁、doi:10.1241/johokanri.43.944、ISSN 00217298、NCID AN00116534、2013年1月22日閲覧。
- “JIS X 0306:2012 国際標準逐次刊行物番号（ISSN）”.  日本工業標準調査会 (2012年9月20日). 2018年4月4日閲覧。